# Grabówka (gromada w powiecie białostockim)
Grabówka – dawna gromada, czyli najmniejsza jednostka podziału terytorialnego Polskiej Rzeczypospolitej Ludowej w latach 1954–1972.
Gromady, z gromadzkimi radami narodowymi (GRN) jako organami władzy najniższego stopnia na wsi, funkcjonowały od reformy reorganizującej administrację wiejską przeprowadzonej jesienią 1954 do momentu ich zniesienia z dniem 1 stycznia 1973, tym samym wypierając organizację gminną w latach 1954–1972.
Gromadę Grabówka z siedzibą GRN w Grabówce utworzono – jako jedną z 8759 gromad – w powiecie białostockim w woj. białostockim, na mocy uchwały nr 11/V WRN w Białymstoku z dnia 4 października 1954. W skład jednostki weszły obszary dotychczasowych gromad Grabówka, Bagnówka, Sobolewo, Sowlany, Zaścianki i obszar l.p. N-ctwa Dojlidy obejmujący oddziały 5—9, 14—17, 22, 23, 28—30, 35—39, 44—48, 53, 54, 59, 60, 63, 64, 67, 68 i 78—80 ze zniesionej gminy Dojlidy oraz obszar l.p. N-ctwa Dojlidy obejmujący oddziały 1—4, 10—13, 18—21, 24—27, 31—34, 40—43, 49—52, 55—58, 61, 62, 65 i 66 ze zniesionej gminy Zabłudów w tymże powiecie. Dla gromady ustalono 10 członków gromadzkiej rady narodowej.
31 grudnia 1961 do gromady Grabówka przyłączono wieś Henryków z gromady Dojlidy Górne.
Gromadę Grabówka zniesiono 1 stycznia 1972, a jej obszar włączono do nowo utworzonej gromady Zaścianki.